# Cooperativa Agroindustrial Consolata
A Cooperativa Agroindustrial Consolata, conhecida pela sigla Copacol, é uma empresa brasileira baseada no cooperativismo e ligada ao agronegócio. Está sediada em Cafelândia, município localizado no oeste do Paraná.
Atualmente, esta cooperativa é ranqueada como uma das maiores do Brasil no seu ramo de atuação, liderando no segmento da produção de suínos e aves.

## Histórico
A cooperativa foi fundada pelo padre Luis Luise em 23 de outubro de 1963, quando foram reunidos trinta e dois pequenos produtores rurais provenientes dos estados de Santa Catarina e Rio Grande do Sul. Em 1969, a Copacol foi desmembrada para atender especificadamente a agricultura, cuja predominância era o cultivo de feijão, arroz, milho e café.
Mais recentemente a Copacol destacou-se por sua participação na edição de 2018 da Gulfood, sendo este um dos maiores eventos de alimentos do mundo, realizado em Dubai.
Marcando sua expansão no cenário internacional, a Copacol inaugurou seu escritório em Dubai, nos Emirados Árabes Unidos, em junho de 2018, visando os mercados do norte da África e do Oriente Médio.

## Empresa

### Atuação
Um dos braços de atividade desta cooperativa encontra-se nos supermercados. Esta rede de comércio, composta por seis filiais, está localizada na região oeste paranaense, visa atender tanto os empreendedores agrícolas como o consumidor final.
A Copacol possui unidades próprias e participação societária em outras cooperativas, destinadas a ações específicas, tais como:
- Cooperativa Agroindustrial União - Coagru: sediada em Ubiratã, seu trabalho está desenvolvido na avicultura;
- Cooperativa Frimesa: trabalho nas áreas de suinocultura e derivados do leite;
- Unitá Cooperativa Central: fundada em 2011, tem sede em Ubiratã e destina-se, desde 2013, ao abate e processamento da carne de frango.

A empresa possuiu também um abatedouro de peixes (piscicultura) em Nova Aurora, além de uma Unidade Industrial de Soja e um Centro de Distribuição no distrito de Penha, no município de Corbélia.
Atualmente, a Copacol conta com seis mil cooperados e dez mil colaboradores. Por ano, processa 172 milhões de aves, 42 milhões de peixes,336 mil suínos, 11,3 milhões de litros de leite. O faturamento foi de R$ 4,4 bilhões, em 2019.

### Produtos
Em si, a Copacol trabalha com o processamento de alimentos e insumos, cujos alvos são a marca própria e para terceiras empresas. Os produtos estão baseados em sua cultura de área, como aves, suínos, bovinos, laticínios, soja, arroz.

### Cotriguaçu
A Copacol é cofundadora e coproprietária da Cotriguaçu. Esta empresa destina-se ao apoio para as maiores cooperativas da região oeste do Paraná. Conta com um terminal de contêineres refrigerados no Porto Seco de Cascavel junto à Ferroeste, além de um terminal de grãos e estrutura alfandegária no Porto de Paranaguá, e de um moinho de trigo no município de Palotina.

### Ações sociais e ambientais
A empresa possui práticas de ações sociais e ambientais, entre as quais destacam-se:
- programa que promove a recuperação das Áreas de Preservação Permanentes (APPs), em especial as matas ciliares do Paraná;[22][23]
- combate à poluição, tratamento adequado de resíduos orgânicos, tratamento da água e realocação dos resíduos oriundos dos tratamentos da saúde;[24]
- projeto Escola no Campo, em parceria com a Syngenta, que visa melhorar a qualidade de educação no campo com a integração de iniciativas nos campos social e ambiental.[25][26]

### Reconhecimentos
Esta empresa já obteve reconhecimentos e premiações diversas ao longo de sua história. Entre elas, está a premiação concedida à Consolata pelo seu Programa de recomposição da Mata Ciliar. No ano de 2005, já havia recebido um reconhecimento com o prêmio Qualidade e Produtividade Total na Avicultura, então concedido pela Organização das Cooperativas Brasileiras (OCB).
Em 2009, a Consolata foi inserida entre as 150 melhores empresas do Brasil para se trabalhar, segundo pesquisa e ranqueamento da Revista Exame.
Em maio de 2016, esta empresa obteve o segundo lugar na categoria Responsabilidade Social, no reconhecimento Quem é Quem: Maiores e Melhores Cooperativas Brasileiras, realizado pela Fundação Getúlio Vargas. Através da publicação feed&food, a Consolata recebeu em 2017 o Troféu Curuca de Sustentabilidade, devido às ações da mesma no campo ambiental.

## Maquiagem de produtos
A Copacol pratica a chamada maquiagem de produtos, medida que consiste redução do volume de suas mercadorias. Como exemplo temos a linha de lingúiças de frango, que perdeu 200 gramas de sua embalagem original de 1 000 gramas, o que corresponde a 20% de perda em relação ao volume original.
Apesar de prejudicar o consumidor e possivelmente o meio ambiente, pelo uso de mais embalagens, as alterações são previstas em lei e feitas em conformidade com o Código de Defesa do Consumidor, que exige a informação da redução na embalagem de "forma clara, precisa, ostensiva e em língua portuguesa", além da quantidade anterior, quantidade atual e valores absolutos e percentuais que foram suprimidos.